# District de Lundazi
Le district de Lundazi est un district de Zambie, situé dans la Province Orientale. Sa capitale se situe à Lundazi. Selon le recensement zambien de 2000, le district a une population de 236 833 personnes. En 2018, le district de Lundazi a été divisé en trois districts (Lundazi, Lumezi (en) et Chasefu (en)) par le gouvernement zambien afin de permettre le développement rural. Le groupe ethnique majoritaire est celui des Tumbuka (99,9 %).